# Mehdi Rajabian
Mehdi Rajabian (Teheran, ottobre 1989) è un musicista e compositore iraniano, arrestato dal regime islamico per le sue opere.
Rajabian come primo compositore che ha ricevuto il premio di minoranza delle Nazioni Unite.

## Biografia
Arrestato nel 2013 e costretto a tre mesi di isolamento prima di venire rilasciato su cauzione. 
Nel 2015 è stato nuovamente incarcerato dopo aver registrato l'album The History of Iran Narrated by Setar. Rajabian è stato accusato di aver distribuito brani musicali non autorizzati, alcuni dei quali contenevano testi e messaggi che le autorità consideravano politici o tabù.
Secondo il rapporto di Amnesty International del 2016, il processo di Rajabian è durato solo tre minuti prima di concludersi in una condanna per aver 'offeso l'Islam', 'diffuso propaganda contro il sistema' e condotto 'attività audiovisive illegali.’ Alla fine è stato condannato a sei anni di prigione e ha trascorso tre anni in prigione, dopodiché ha potuto essere temporaneamente rilasciato dal carcere con uno sciopero della fame di 40 giorni.
Nel 2019 realizza Middle Eastern insieme a un centinaio di artisti medio-orientali (Iran, Bahrain, Turchia,n, Palestina, Siria, Yemn, Libano, Iraq, Giordania, Egitto e Oman), pubblicato dalla Sony Music e ricevendo una discreto interesse mediatico (ne hanno parlato infatti Euronews, CBC Al Jazeera).
L'11 agosto 2020 viene nuovamente arrestato per aver pubblicato il suo ultimo album, Middle Eastern. Più tardi, Fox News ha riportato la sua scarcerazione temporanea su cauzione fino alla data del processo
Come riporta Reuters, Rajabian "è stato arrestato a seguito dell'accusa che il suo ultimo progetto avrebbe incluso donne che cantano e la pubblicazione di un video di una donna che balla con la sua musica". Repubblica riporta: "Secondo l'accusa, la sua musica incoraggia la prostituzione."